# Grammomys caniceps
Grammomys caniceps је врста глодара из породице мишева (Muridae).

## Распрострањење
Ареал врсте је ограничен на мањи број држава. Врста је присутна у Сомалији и Кенији.

## Станиште
Станиште врсте је жбунаста вегетација.

## Угроженост
Подаци о распрострањености ове врсте су недовољни.